# Paul Woldemar von Everth
Paul Woldemar Everth (* 3. Märzjul. / 15. März 1812greg. in St. Marien-Magdalenen (heute: Maarja-Magdaleena/Estland); † 9. Februar 1895 in Warschau) war ein lutherischer Theologe und als Generalsuperintendent mit dem Ehrentitel „Bischof“ leitender Geistlicher der Evangelisch-Augsburgischen Kirche in Polen.

## Leben
Paul Woldemar Everth wuchs als Sohn des Pfarrers Paul Gottlieb Georg Everth und Eleonore Schmidt in der Nähe von Dorpat (heute: Tartu) auf. An der Kaiserlichen Universität Dorpat studierte er von 1830 bis 1834 Theologie. Von 1836 bis 1842 war er Schulinspektor in Bauske (heute: Bauska).
Am 6. Dezember 1842 wurde Everth in der Trinitatiskirche zu Mitau (heute: Jelgava) zum Geistlichen Amt ordiniert. Er wirkte von 1843 bis 1875 als Pfarrer in Wilna (heute: Vilnius).
Am 10. Januar 1875 wurde Everth vom russischen Zaren Alexander II. zum Generalsuperintendenten der Evangelisch-Augsburgischen Kirche in Polen ernannt. Bereits 1874 hatte man das kirchenleitende Amt von dem des ersten Pfarrers der Warschauer Gemeinde getrennt, so dass Everth, der der polnischen Sprache nicht mächtig war, dennoch das Amt ausüben konnte. Außerdem war er dadurch frei für die kirchenleitende Aufgabe in den Jahren 1875 bis 1895.
Im Jahre 1882 wurde Everth in den erblichen Adelsstand erhoben und 1883, am Tage der Krönung des Zaren Alexander III., zum Bischof ernannt.
Bischof von Everth ist als ein Erneuerer der polnischen evangelischen Kirche und eifriger Missionsmann in die Geschichte der Kirche eingegangen. Obwohl er ein streng konfessioneller Lutheraner war, gelang es ihm, das unter seinem Vorgänger Adolf Theodor Julius Ludwig getrübte Verhältnis zu der Herrnhuter Brüdergemeine in Polen wieder positiv zu gestalten.
Generalsuperintendent Bischof von Everth verstarb im Alter von 83 Jahren und wurde auf dem evangelischen Friedhof in Wilna beigesetzt. Sein Nachfolger im Amt des Generalsuperintendenten wurde Karl Gustav Manitius.
Everth war insgesamt fünfmal verheiratet. Fünf seiner Kinder verstarben im Kindesalter.